# Désiré Doué
Désiré Nonka-Maho Doué (* 3. června 2005) je francouzský fotbalista, který hraje jako záložník za francouzský klub Paris Saint-Germain a francouzskou reprezentaci. Je považován za jednoho z největších talentů současnosti.
Do Paris Saint-Germain přestoupil v roce 2024 z Rennes. Za Rennais odehrál 57 zápasů a vstřelil 7 gólů.
Doué je mládežnickým reprezentantem Francie, hrál za reprezentace do 17, 19 a 21 let. V roce 2024 byl vybrán do francouzského týmu, který hrál na LOH, Francie ve finále podlehla Španělsku. V roce 2025 debutoval za seniorskou reprezentaci.
V roce 2025 vyhrál s Paris Saint-Germain Ligu Mistrů.